# Тейт, Дэвид
Дэвид Тейт (англ. David Tait; 5 октября 1987, Сейл — 12 декабря 2012, Гонконг) — шотландский регбист, игравший на позиции восьмого и фланкера, известный по выступлениям за «Сейл Шаркс».

## Биография

### Ранние годы
Уроженец Сейла (Большой Манчестер), учился в грамматической школе Сейла (англ. Sale Grammar School), школе Седбер и Манчестерском университете (окончил по специальности «история»). Отец — судья Кэмпбелл Тейт, шотландец по происхождению, в 2004 году покончил жизнь повешением.

### Игровая карьера
Тейт выступал на протяжении игровой карьеры на позиции восьмого, хотя был и неплохим фланкером. Дебют состоялся в Кубке Powergen 2005/2006 матчем против «Скарлетс». Не проведя и 40 встреч, Тейт ушёл из клуба в 2010 году после многочисленных травм, а с ноября 2011 года стал работать в аудиторской компании KPMG в Гонконге и играть за любительскую регбийную команду Цзюлун, будучи её капитаном. С командой Тейт стал чемпионом Гонконга в сезоне 2011/2012, что произошло впервые за 30 лет.
Тейт играл за сборную Англии из игроков не старше 20 лет, а перед стартом Мировой серии 2008/2009 получил вызов в сборную Англии, однако решил играть за Шотландию. В составе «чертополохов» Тейт выступил на этапе Мировой серии в Дубае в 2009 году.

### Смерть
12 декабря 2012 года Тейт разбился насмерть, сорвавшись с крыши здания в Гонконге. Гибель Тейта потрясла регбийный мир. Сборная Гонконга по регби, отдавая дань памяти Тейту, вышла на матчи Кубка Наций 2012 года с чёрными траурными повязками на рукавах